# Butelka

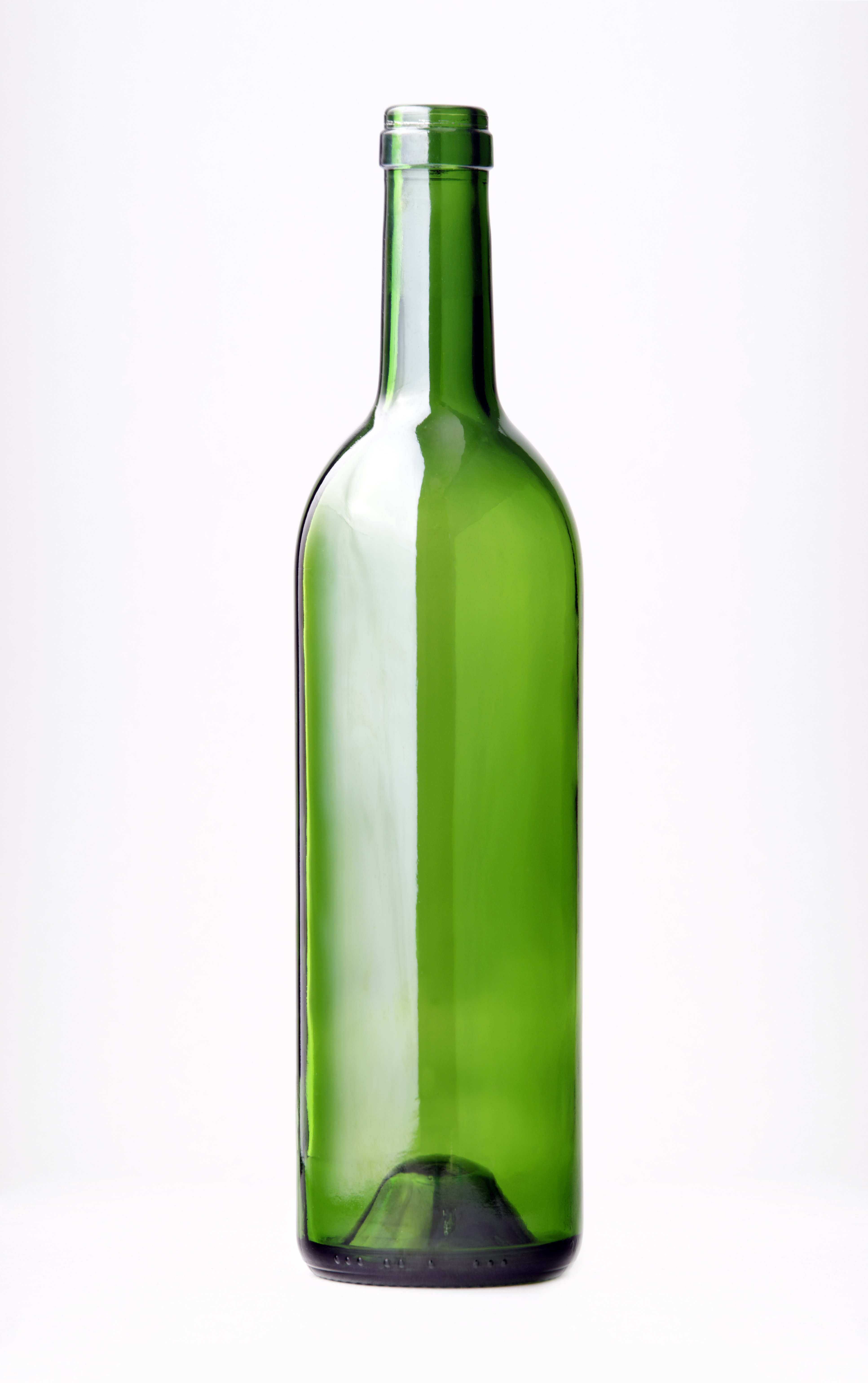
Butelka szklana

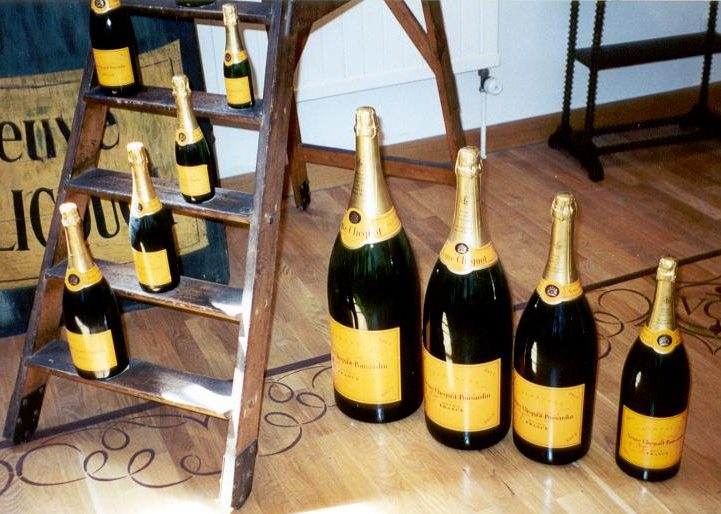
Butelki różnych rozmiarów: od 0.188 litra do 12 litrów
z szampanem

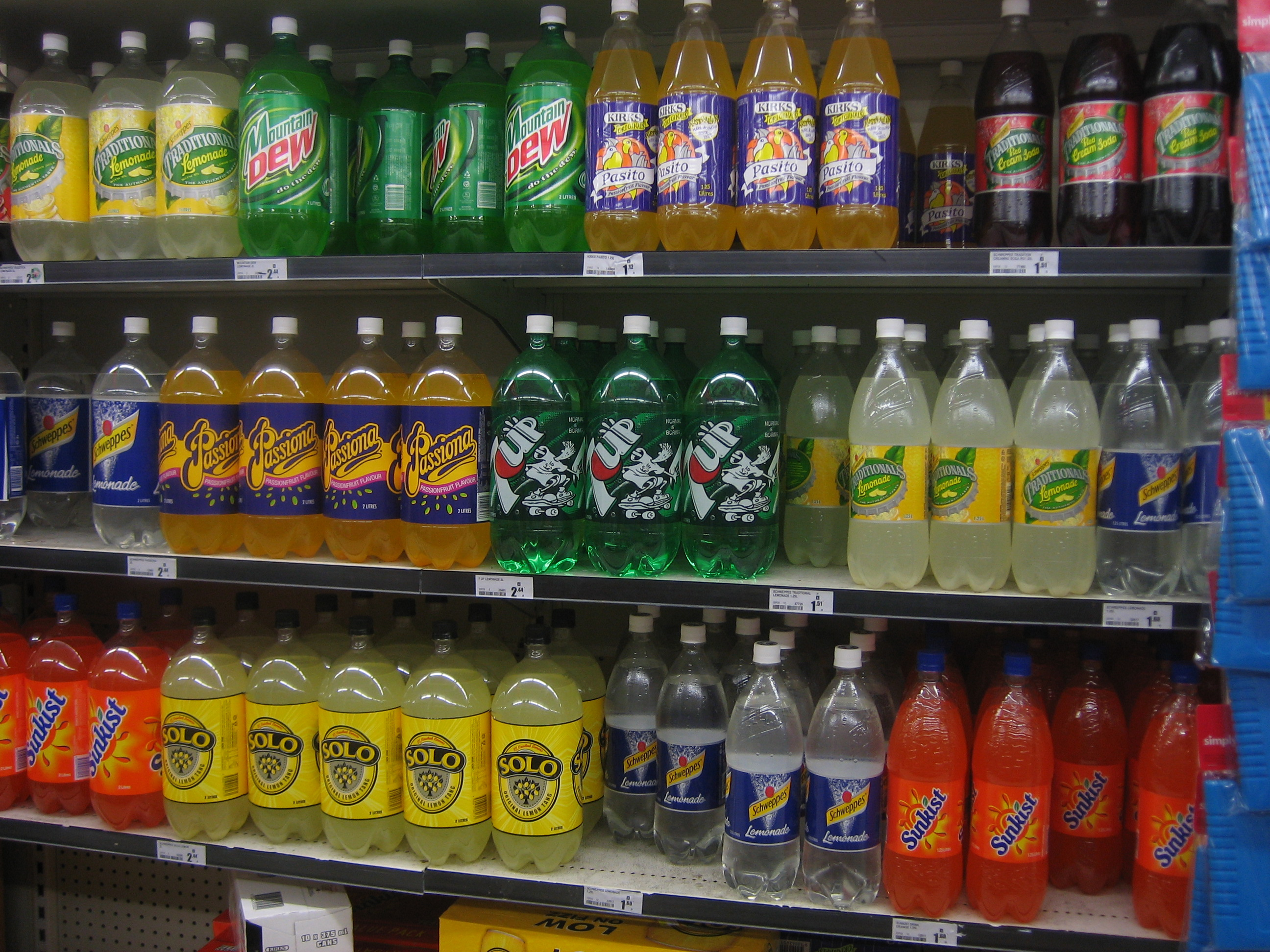
Butelki plastikowe PET z różnymi napojami na półkach supermarketu

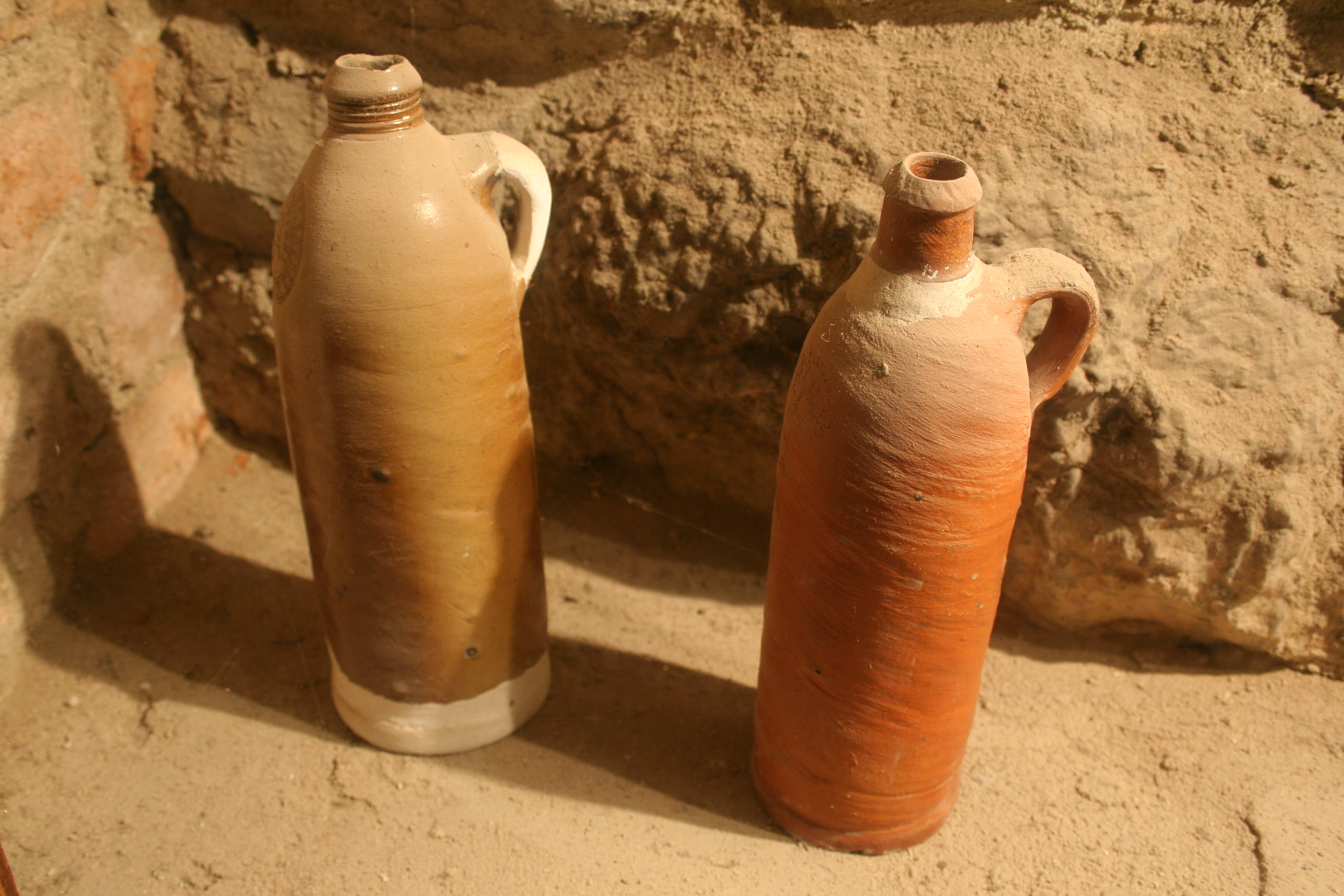
Dawne butelki, eksponaty w podziemiach pod rynkiem Rzeszowa

Butelka – rodzaj naczynia, szklanego lub z tworzywa sztucznego, rzadziej metalowego czy ceramicznego. Ma kształt walca zamkniętego u dołu, a u góry stożkowato zwężającego się tak, że otwarty wylot butelki - szyjka - ma znacznie mniejszą średnicę, niż średnica walca. Służy najczęściej do przechowywania różnego rodzaju płynów - napojów: wody, mleka, napojów alkoholowych itp. Butelki zatykane są metalowym kapslem, zakrętką lub korkiem, zapobiegającym wylewaniu się płynu z butelki podczas transportu, a także zabezpieczającym płyn przed kontaktem z powietrzem, który w większości przypadków wpływać może negatywnie na przechowywaną zawartość.
Standardowa butelka wina ma pojemność 0,75 litra; Francuzi stworzyli nazewnictwo butelek o pojemnościach innych niż standardowe, opierając się częściowo na imionach biblijnych królów, i tak:
- Magnum: 1,5 litra (2 standardowe butelki)
- Jeroboam: 3 litry (4 butelki)
- Roboam: 4,5 litra (6 butelek)
- Matuzalem: 6 litrów (8 butelek)
- Salmanasar: 9 litrów (12 butelek)
- Baltazar: 12 litrów (16 butelek)
- Nabuchodonozor: 15 litrów (20 butelek).

W Polsce natomiast dość rzadko spotykane małe butelki wina, o pojemności 0,375 litra, nazywane bywają „małpkami”.
Standardowa butelka wódki ma w Polsce pojemność 0,5 litra, ale spotykane są także „setki” 0,1 litra, a także butelki 0,2, 0,7 oraz 1,0 litra, czasem - jeszcze większe. Przed wejściem Polski do UE powszechne były butelki 0,25 („ćwiartki”) oraz 0,75l.
Standardowa butelka piwa ma w Polsce pojemność 0,5 l (rzadziej 0,33 lub 0,66 l). W latach siedemdziesiątych spotykane było także piwo w butelkach 0,355 litra, czyli 12 fl oz (12 uncji objętości), przeznaczonych na eksport do krajów anglosaskich.
Woda mineralna w szklanych butelkach bywa w handlu w butelkach 0,33 lub 0,5 litra, mleko i przetwory mleczne (tam, gdzie nalewa się je jeszcze do szkła - charakterystyczne szerokie szyjki) 1,0 (mleko) lub 0,25 l (śmietana), czasem 0,5 l (inne przetwory mleczne). 
Sprzedawane w aptekach leki w postaci płynnej nalewane są najczęściej do butelek i buteleczek z ciemnobrązowego szkła o metrycznych pojemnościach od 0,05 aż do 1 litra i większych.
W ostatnich latach istotnie wzrosło znaczenie i zastosowanie butelek plastikowych, najczęściej typu PET, z plastikową zakrętką zamiast korka lub kapsla, jednorazowego użytku - tanich, nietłukących się, lekkich i wygodnych w użyciu.